# Peter Reekers
Peter Reekers (Almelo, 2 juni 1981) is een Nederlandse voetbaltrainer en voormalig betaald voetballer die doorgaans speelde als verdediger. Tussen 2000 en 2014 was hij actief voor Heracles Almelo, VVV-Venlo, opnieuw Heracles Almelo, AGOVV en DETO. Na zijn actieve carrière werd hij trainer. In juli 2023 werd hij aangesteld als assistent-trainer bij Heracles Almelo.

## Clubstatistieken
| Seizoen | Club            | Land      | Competitie     | Duels | Goals |
| ------- | --------------- | --------- | -------------- | ----- | ----- |
| 2000/01 | Heracles Almelo | Nederland | Eerste divisie | 19    | 0     |
| 2001/02 | Heracles Almelo | Nederland | Eerste divisie | 21    | 0     |
| 2002/03 | Heracles Almelo | Nederland | Eerste divisie | 26    | 0     |
| 2003/04 | Heracles Almelo | Nederland | Eerste divisie | 33    | 0     |
| 2004/05 | Heracles Almelo | Nederland | Eerste divisie | 33    | 4     |
| 2005/06 | Heracles Almelo | Nederland | Eredivisie     | 26    | 0     |
| 2006/07 | Heracles Almelo | Nederland | Eredivisie     | 8     | 0     |
| 2006/07 | VVV-Venlo       | Nederland | Eerste divisie | 9     | 0     |
| 2007/08 | VVV-Venlo       | Nederland | Eredivisie     | 25    | 1     |
| 2008/09 | VVV-Venlo       | Nederland | Eerste divisie | 13    | 0     |
| 2009/10 | Heracles Almelo | Nederland | Eredivisie     | 2     | 0     |
| 2010/11 | Heracles Almelo | Nederland | Eredivisie     | 5     | 0     |
| 2011/12 | AGOVV Apeldoorn | Nederland | Eerste divisie | 23    | 1     |
| 2012/13 | AGOVV Apeldoorn | Nederland | Eerste divisie | 4     | 0     |
| Totaal  | Totaal          | Totaal    | Totaal         | 247   | 6     |

## Erelijst
- Kampioen Eerste divisie: 2004/05 (Heracles Almelo)
- Kampioen Eerste divisie: 2008/09 (VVV-Venlo)